# Casa Mateu Cuyàs
La casa Mateu Cuyàs és un edifici situat al carrer de la Princesa, 27 de Barcelona, catalogat com a bé cultural d'interès local.

## Història
El 1852, l'Ajuntament de Barcelona va incoar l'expropiació d'1.100 pams quadrats del solar de la casa de Mateu Cuyàs i Roig al carrer de l'Esgrima, afectada per l'obertura del de la Princesa, i aquest va encarregar-ne la taxació a l'arquitecte Josep Oriol Mestres. L'edifici es va enderrocar totalment, i el cost estimat de la reedificació es va rebaixar perquè el propietari podria aprofitar uns materials que estaven en bon estat. El 1854, Cuyàs va presentar el projecte del nou edifici, obra del mestre d'obres Felip Ubach.

## Descripció
Es tracta d'un edifici entre mitgeres en una gran parcel·la rectangular. Consisteix en un planta baixa amb funció comercial, un entresòl, quatre plantes pis i una coberta terrat.
La planta baixa i l'entresòl s'articulen de manera comuna a través de cinc arcs carpanells. En aquests, s'hi localitzen dos portals a dreta i esquerra amb locals comercial, mentre el centrat alberga l'accés a l'immoble. L'entresòl, amb finestres de marc i barana sense voladís. La forja és prou senzilla, amb motius el·lipsoïdals amb vèrtexs creuats. Per sobre, cinc grans obertures unides per una llarga balconada que abraça la totalitat de la façana. Els pisos segon i tercer tenen una estructura similar en el tipus d'obertures, però amb un balcó amb voladís en cada cas, suportats en tots els casos per mènsules amb decoracions foliàcies. La quarta planta, separada per un ràfec, compta amb unes obertures menors i amb balcons sense voladís. Al damunt, la successió de grans cartel·les, que sostenen la prominent cornisa final, s'interromp en passar sobre cada balcó per deixar espai a unes petites finestres que poden correspondre a les golfes.
El tret ornamental més distintiu d'aquest edifici són quatre grans pilastres amb base, fust acanalat central i coronades per grans capitells corintis. Aquests, de notable amplada, ocupen els trams buits entre els balcons. Arrenquen de la balconada de la primera planta i acaben just abans del ràfec que separa els pisos tercer i quart.

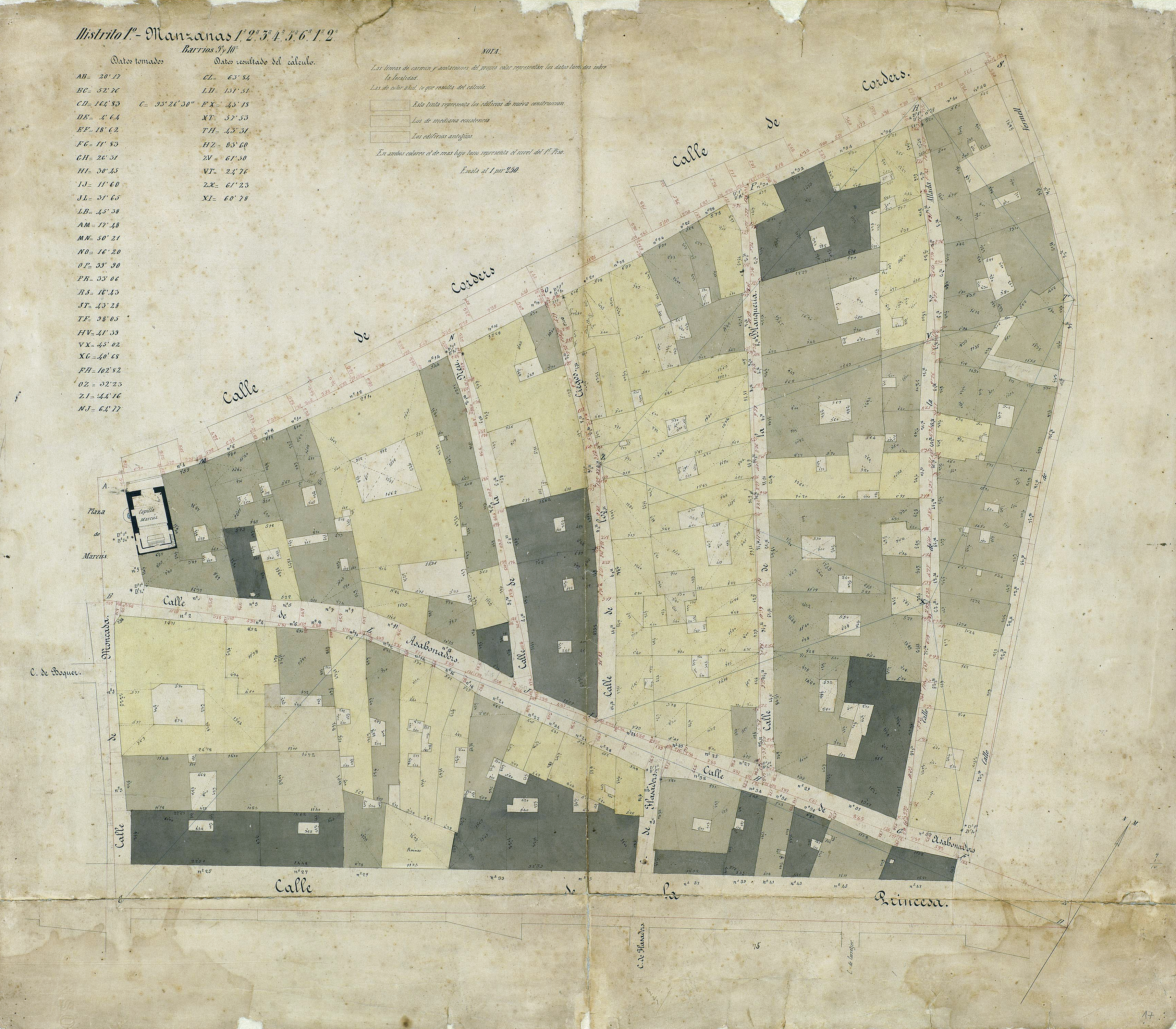
Quarteró núm. 17 de Garriga i Roca (c. 1860)